# Orvosok Lapja
Orvosok Lapja Temesváron 1920 novemberétől 1940 szeptemberéig havonta megjelenő szaklap. Felelős szerkesztője mindvégig Szana András röntgenintézeti főorvos. 1926-tól főmunkatárs Kardos Géza, az aradi Gyermekmenhely volt igazgató főorvosa, később temesvári gyermekorvos. 1932 júliusától a lap címe Terapia, s csak zárójelben, alcímként jelenik meg a folytonosságot jelezve továbbra is az Orvosok Lapja cím. Ez időtől kezdve 1938-ig főmunkatárs Lampel Armand is. 1938 áprilisától kezdve a lap fejléce csak román nyelvű.

## A szaklap tartalma, munkatársai
Az Orvosok Lapja indulásakor jelzi célját: „A gyakorló orvosnak referál a gyógytudományok haladásáról.” Szerzői részben bánsági orvosok, részben külföldi egyetemek tanárai.
Az aradi orvosok közül Engelberg József az inzulin mellékhatásáról s az asztma terápiájáról (1927), a vérképző szervekre irányuló ideg- és hormonhatásról (1928), a neuraszténiáról (1929), a gyomorsav és a malátacukor értékeinek viszonyáról (1930) s a gyomorszekrécióról (1931) értekezik. Szedlák Ödön ideggyógyász referátuma Újabb nézőpontok a psychoterápiában (1928) címmel jelenik meg, Kardos Géza a gyermekbénulás járványtanát, kórismézését és terápiáját (1928), majd a csecsemő táplálásával kapcsolatos nehézségeket (1930) írja le. Lukáts Jenő a malátakivonat gyógyászati felhasználásáról (1924) ír, Goldschmidt Lipót pedig új szempontokat mutat be a hörgők, a tüdő heveny és krónikus megbetegedéseinek kezelésében (1932). Szelle Károly a vérbaj kezelésénél eredményesen használt új eljárását ismerteti (1927), Kallós József vegyész új módszert dolgozott ki a vér és a liquor cukortartalmának meghatározására (1928). Sebészeti vonatkozásúak Újhelyi József és Naschitz Imre dolgozatai (1926).
A temesvári orvosok közül Gara Ferenc fogorvos a fogkefe használatáról (1928), a száj higiéniájáról (1929), a foghúzás utáni rendellenes vérzésekről (1930) ír, és közli statisztikai felmérését az elemi iskolai tanulók fogainak romlásáról (1932). Mátrai Béla az alveolitis kórképét és kezelését mutatja be (1933). Lampel Armand a szívműködés zavarairól (1932) és a vérnyomás diagnosztikai értékelése kapcsán nyert tapasztalatairól számol be (1933), Kraus Mihály a luesz ideggyógyászati vonatkozásait (1927), Varga Kálmán bőrgyógyász a gonorrhoeás betegek gyógykezelését tárgyalja (1934). Szana András Nőgyógyászati szemelvények c. összefoglalót közöl (1935), Wittenberg Sándor a csecsemőknél észlelt táplálkozási zavarokat ismerteti (1927).
A kolozsvári szerzők közül Engel Károly az epekőbetegségek kórtanáról és gyógykezeléséről, valamint a magas vérnyomásról (1924), Jancsó Miklós a pellagráról (1924), Heiner Lajos a gonorrhoea kezeléséről (1924) ír, Heller József a belső elválasztási mirigyekből eredő vérzésekről (1935) számol be saját tapasztalatai alapján.
Vidéki orvosok is jelentkeztek esetbemutatásokkal, leírva saját tapasztalataikat. Ilyen például Klein Richárd (Buziásfürdő) a vérnyomás-emelkedések kezelését mutatja be (1924), Nagy Jenő bányaorvos (Petrilla) pedig az asthma bronchiale okaival foglalkozik (1927).
A Orvosok Lapja számos dolgozatot közölt budapesti és szegedi orvosok, egyetemi tanárok tollából. Itt jelent meg Korányi Sándor a vérképző szervek megbetegedéseit (1928), Molnár Béla a cukorbetegek gyógykezelését (1929), Matolcsy Károly a női nemi szervek tuberkulózisát (1930) elemző értekezése, Heim Pál dolgozata a gyermekek sápadtságának okairól (1929) és Manninger Vilmosé a rákos megbetegedésekről (1937). Közöltek német nyelven is: Winkler Lajos, a nagyváradi poliklinika orvosa és Engelberg József Aradról itt jelentette meg terjedelmes munkáit a szifilisz differenciál-diagnózisáról (1930), ill. a gyomornedv sósavtartalmának meghatározásáról (1930).
A mindennapi gyakorlat számára c. rovat beszámolókat tartalmazott, a Gyógyászati kérdések és feleletek c. rovat keretében állandó kapcsolat létesült a gyakorló orvosok és a neves egyetemi orvosprofesszorok közt. A bánsági kisebbségi orvosok érdekvédelmét szolgálta az Orvosi közügy rovat. Szórakoztató céllal még az Orvosi humor is helyet kapott.
A lap megszűnése 1940 őszén a kialakult politikai viszonyoknak tulajdonítható.